# نيكولاس د. كولمان
نيكولاس د. كولمان (بالإنجليزية: Nicholas D. Coleman)‏ هو محامي وسياسي أمريكي، ولد في 22 أبريل 1800 في كينثيانا في الولايات المتحدة، وتوفي في 11 مايو 1874. نشط حزبياً في الحزب الديمقراطي. وقد انتخب عضو مجلس النواب الأمريكي.